# Aleksandr Spitsyn
Aleksandr Andrejevitj Spitsyn (ryska: Александр Андреевич Спицын), född 26 augusti (gamla stilen: 14 augusti) 1858 i Jaransk, guvernementet Vjatka, död 17 september 1931 i Leningrad, var en rysk arkeolog.
Spitsyn var ursprungligen folkskollärare i guvernementet Vjatka, vars fornminnen hans första arkeologiska undersökningar gällde. Han blev senare docent och därefter professor i rysk historia vid Sankt Petersburgs universitet och föreståndare för Arkeologiska sällskapets fornsakssamlingar, som han katalogiserade. 
Spitsyn var en av sin tids främsta kännare av Rysslands förhistoriska fornminnen. Här och där framträder dock hos honom vissa svagheter i metoden samt bristande kännedom om utomryskt fornsaksmaterial. Han publicerade ett stort antal arbeten rörande alla perioder av Rysslands förhistoria i Arkeologiska kommissionens och Arkeologiska sällskapets publikationer.